# Einar Gauffin
Einar Bernhard Gauffin, född 17 september 1879 i Uppsala, död 8 september 1948, var en svensk lärare och rektor för Lundsbergs skola 1922–1942.
Gauffin, vars far var folkhögskollärare, avlade filosofie kandidatexamen i Uppsala 1903 och blev filosofie licentiat 1913. Han anställdes som lärare vid Lundsbergs skola 1905 och var dess rektor 1922–1942. Han var också föreningsaktiv och blev ordförande i Kristinehamnsortens hembygdsförening 1927, styrelseledamot i Föreningen för det folkliga musiklivets främjande 1932, i Folkliga musikskolan i Arvika 1930 och ordförande i Lungsunds hembyfdsförening 1933.
1926 gjorde han en studieresa till Amerika såsom Sverige-Amerika Stiftelsens Zornstipendiat.